# Студентска унија Србије
Студентска унија Србије или СУС је национална студентска организација Србије основана у новембру 1998. године. Тренутно окупља око 60 студентских унија у Србији са државних и приватних факултета. Ово је једина организација те врсте у Србији и једина међународно призната организација студената из Србије.

## Настанак уније
Прва студентска унија у Србији настала је 1992. године на Правном факултету у Београду и тада се рађају прве жеље за оснивањем праве независне студентске организације. Од 1992. године године број студентских унија је нагло растао. Постојала је жеља и велика потреба да се оне повежу ради заједничке сарадње, координације и јачања студентских организација у Србији. Као резултат, новембра 1998. године, настала је Студентска унија Србије као „кишобран“ који обејдињује све студентске уније у Србији.

## О унији
Студентска унија се бави заштитом права и заступањем интереса студената, али и другим акцијама од ширег друштвеног значаја, промоцијом толерантности, демократских вредности и подршком реформама у свим друштвеним областима. Ово обухвата читав низ активности усмерених на: виши квалитет и реформу концепта наставе и испита, боље услове студирања, посебне попусте за студенте.
СУС је чланица Европске студентске уније - ЕСУ, као и једна од оснивача Студентске мреже југоисточне Европе - СЕИ.

## Организациона структура
Унију, између две скупштине, води извршно одбор, а регуларност рада прати и обезбеђује надзорни одбор. Скупштина уније, као највиши орган, чине делегати свих унија чланица које, у зависности од тога да ли је унија придружна или пуноправна чланица, могу имати од 1 до 3 делегата у скупштини Студентске уније Србије. Скупштина двотрећинском већином бира чланове извршног и надзорног одбора на редовним годишњим или ванредним заседањима. Рад ове организације регулисан је статутом.